# Haplosporidie
Haplosporidie (Haplosporidia, Haplosporida, Haplosporea) je skupina endoparazitických jednobuněčných prvoků z říše Rhizaria. Někdy se v rámci rhizárii zařazuje do kmene Cercozoa, jindy je v jejich rámci uveden jako samostatná skupina.

## Popis
Haplosporidie jsou paraziti mořských i sladkovodních živočichů. Společným znakem jsou jednobuněčné a jednojaderné spory, které mají víčko a uvnitř se formující buněčnou stěnu. Parazitují v stádiu trofozoita, jímž je mnohojaderné plazmódium, které se plazmotomicky dělí a zaplavují v obrovských počtech hostitele.
Neblaze proslul druh Haplosporidium nelsoni, který způsobil v padesátých letech minulého století výhyn až 90% populace ústřic v některých částech USA. I dnes je tento druh významnou překážkou chovu ústřic na některých místech. Mezi další rody patří Minchinia a Urosporidium.